# Jacques Saly
Jacques François Joseph Saly, conocido por Jacques Saly (20 de junio de 1717 ; 4 de mayo de 1776, escultor francés de nacimiento que trabajó en Francia, Dinamarca e Italia, nació en Valenciennes, hijo de Francois Marie Saly y Marie Michelle. 

## Vida

### Formación como escultor y principios de su carrera
Comenzó su formación como escultor a la edad de nueve años bajo la tutela del maestro local Antoine Gilles en Velenciennes de 1726 a 1727. A pesar de los escasos ingresos de sus padres, fue enviado a París en 1732 para formarse en el estudio de escultor Guillaume Coustou. Al mismo tiempo asistió a la Academia francesa de Arte, el " Académie royale de peinture et de sculpture ", ganando medallas en 1734, 1737 y 1738. 
Ganar aquella última medalla, le dio el derecho de estudiar en la Academia de Francia en Roma (l´Academie de France á Rome). Primero recibió su estipendio en 1740, y llegó a Roma el 13 de octubre de 1740. Se quedó allí durante ocho años entre 1740-1748, y vivió en la Academia. El objetivo de su estancia era el desarrollo y refinamiento del gusto artístico mediante el estudio de las antigüedades y los maestros del pasado. En la práctica supuso la maestría para realizar las copias en mármol de esas esculturas para el rey francés.
En 1742 hizo un monumental retrato en busto de Emanuel Pinto de Fonseca, Gran Maestre de la Orden de la Cruz de Malta. En 1744 hizo un busto de una niña pequeña que es una de las esculturas más reproducidas del siglo XVIII. 
Fue el primer miembro francés de la Accademia degli Arcadi de Roma en 1744, y de la Academia de Florencia en 1748, y de la Academia de Bolonia.
Mantuvo una estrecha amistad con Giovanni Battista Piranesi.

### Regreso a París
Viajó de regreso a su casa vía Nápoles, Florencia y Bolonia y llegó a Valenciennes a comienzo de marzo de 1749. Los trabajos que había enviado a casa habían recibido tanta atención que el ayuntamiento le encargó un retrato de cuerpo entero del rey Luis XV. La estatua en mármol fue inaugurada en 1752, y destruida en 1792. Realizó también un busto en yeso de Luis XV ese mismo año.
Se trasladó a París, donde fue nombrado miembro de la Academia de Arte de París en 1751 con el trabajo Fauno con un muchacho. Fue profesor asistente de la Academia de París entre 1751 y 1753. Expuso en el Salón de París en 1750, 1751 y 1753. Creó un busto de yeso para Madame de Pompadour en 1752, y una estatua de Cupido también para ella al año siguiente.

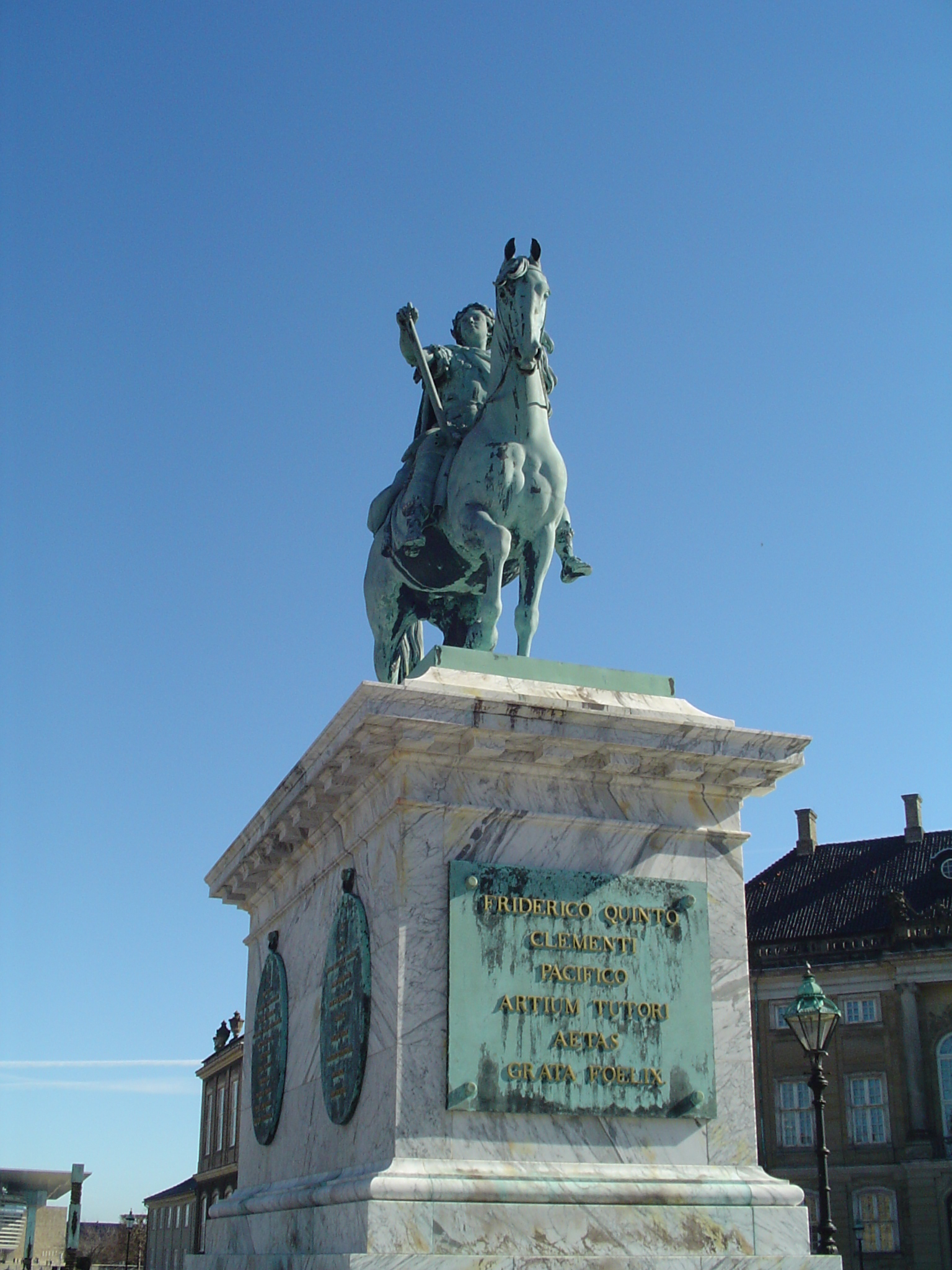
Escultura monumental Frederik V a caballo en el Castillo Amalienborg de Copenhague, Dinamarca; por Jacque Saly.

### Comisionado a Dinamarca
En 1752 Saly fue comisionado para realizar una escultura del rey Federico V de Dinamarca a caballo, para ser erigida en el centro del patio de armas del Palacio de Amalienborg. La estatua ecuestre fue encargada por Adam Gottlob Moltke, jefe de la Danish Asiatic Company, como un regalo para el rey. Pero mientras la empresa de Moltke ofreció financiar la estatua, era el gobierno, sin embargo, quien escogió al escultor.
El conde Johan Hartvig Ernst Bernstorff escribió al secretario de la Legación danesa en Tribunal Francés de París, Justitsråd Joachim Wasserschlebe con el encargo de encontrar a un escultor francés adecuado.
El escultor Edmé Bouchardon rechazó la oferta, pero recomendó a Saly, que pedía una importante suma por el modelo y un alojamiento gratuito en Copenhague. El gobierno concluyó el contrato con Saly en la primavera de 1752, pero a causa de conflictos con proyectos previos no terminados, Saly no llegó a Dinamarca hasta el 8 de octubre de 1753; llevando con él a sus padres, sus dos hermanas y al menos un asistente, Journée, con su familia.
Comenzó a trabajar en el proyecto ese mismo año.

### En Copenhague: la academia
Durante el mismo período la Real Academia Danesa de Arte (Det Kongelige Danske Kunstakademi) fue inaugurada oficialmente en el Palacio de Charlottenborg en el cumpleaños de Federico V el 31 de marzo de 1754.
En el acontecimiento Saly sostuvo el discurso principal , un desaire contra el director de la Academia, el arquitecto Nicolai Eigtved. Saly fue admitido como miembro de la Academia; obtuvo cargo de profesor, y recibió una residencia en Charlottenborg. Varios meses más tarde después, Eigtved moría tempranamente el 7 de julio de 1754, Saly fue el sucesor de Eigtved. Sirvió como Director de la Academia del 25 de julio de 1754 al 15 de julio de 1771, y le dieron una pensión anual vitalicia en 1760.
Saly trabajó mucho para mejorar la Academia danesa con el modelo de la Academia francesa. Procuró llevar a cabo estos cambios, mientras trabajaba sobre su modelo de la estatua ecuestre para el rey, el trabajo artístico principal asociado con sus muchos años en Dinamarca.
Saly contribuyó decisivamente también a la traída de su amigo de la Academia francesa y de los años en Italia, compatriota y arquitecto, Nicolas-Henri Jardin. LLamando la atención del Rey Federico V como la opción conveniente para sustituir a Nicolai Eigtved para el diseño y edificación de la Iglesia de Federico (Frederikskirke), ahora conocida como la Iglesia de mármol ("Marmorkirken"), obra que había comenzado en 1749. El contrato para traer a Jardín a Dinamarca fue concluido sobre el 12 de octubre de 1754, unos meses después de la muerte de Eigtved, y Jardín asumió también las labores de profesorado de Eigtved en la Academia.

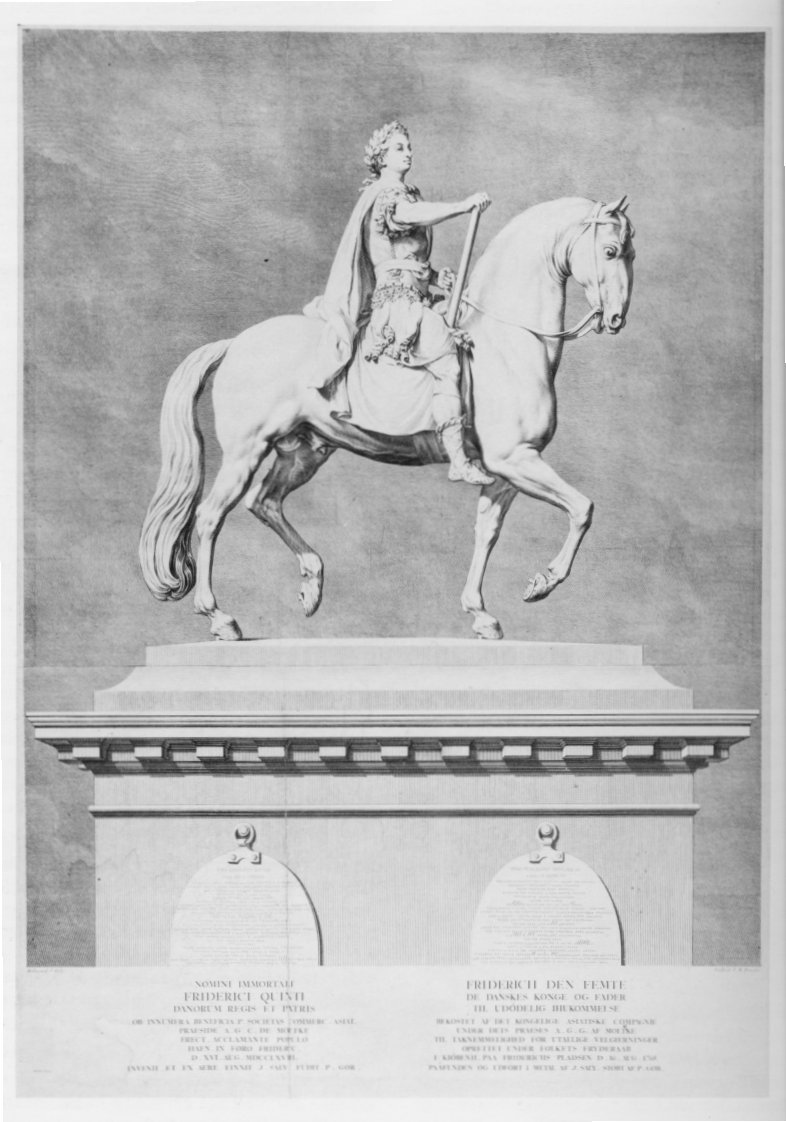
Grabado de J.M. Preisler, 1768-69. Reproduce la escultura ecuestre de Federico V ejecutada por Saly en Dinamarca.

### En Copenhague: el rey y su estatua
Saly mostró al rey su primer boceto para la estatua ecuestre el 4 de diciembre de 1754. 
El rey aprobó un bosquejo para el monumento entero en agosto de 1755. Entonces Saly comenzó un cuidadoso estudio de caballos en las caballerizas del rey. Esto devino en un pequeño modelo, que mostró el rey en noviembre de 1758 (mismo que se conserva hoy en la Real Academia de Bellas Artes de San Fernando por donación de Manuel Delitala a quien se lo había entregado Saly en Copenhague). Otros moldes de este modelo se encuentran tanto en la colección de la Academia como en la Colección Estatal, ahora Galería Nacional de Dinamarca. 
Saly también esculpió por este tiempo un busto a tamaño natural del Rey, del cual fueron creados siete moldes de bronce , y también una escultura de Moltke, el jefe de la Empresa Asiática, de la cual fueron creados tres moldes de bronce.
Saly, después de hacer preparar un estudio apropiado, realizó el trabajo sobre el modelo grande de la estatua ecuestre (1761-1763), y la escayola fue presentada a los miembros de Academia el 3 de febrero de 1764. El rey también vio este modelo. Los preparativos del bastidor de bronce llevaron más de cuatro años, y el francés Pierre Gors concluyó el bastidor sobre el 2 de marzo de 1768.Oficialmente 1768 es considerado la fecha de conclusión de la estatua. 
Johann Marin Preissler hizo un grabado grande de la estatua ecuestre 1768-1769 en commermoracion de su terminación, y la Empresa danesa Asiática mandó fundir dos medallones, uno a Wulff y el otro a Daniel Jensen Adzer. 
La base para la estatua, sin embargo, tuvo una primera versión en 1770, y el asentamiento de la estatua ecuestre finalmente ocurrió en el patio en el Palacio Amalienborg el 1 de agosto de 1771, cinco años después de la muerte del Rey en 1766. Ocupa hoy en día el mismo lugar, y fue restaurado entre 1997 y 1998.

### El final de sus días en Copenhague
Saly ocupó el cargo de Director de la Academia hasta el 15 de julio de 1771, dos semanas después de la presentación definitiva de la estatua ecuestre. Se retiró en protesta a las nuevas normas que incrementaban el poder de los daneses nativos. Todo esto ocurrió durante el opresivo gobierno de Johann Friedrich Struensee
Saly fue nombrado caballero de la Orden de San Miguel en París, pero no estaba autorizado a recibir su título mientras residiese en Dinamarca.
Saly aunque no era por más tiempo Director de la Academia de Arte, mantuvo el apartamento en Charlottenborg desde 1771 hasta al menos 1774. Durante este tiempo trató de justificar unos complementos económicos adicionales a la Danish Asiatic Company por sus servicios extraordinarios en el monumento de Federico V, considerando cuánto tiempo más había tomado la ejecución de la estatua del previsto originalmente. No obtuvo un resultado satisfactorio de sus negociaciones financieras.

### Ulterior regreso a París
Partió hacia París con su padre el 2 de julio de 1744; la mayor parte de los restantes miembros de la familia habían muerto ya. Una de sus dos hermanas se había casado con un oficial de la marina francés que prestaba servicio a Dinamarca.
De regreso en París podía en 1775 recibir el título de Caballero. Fue nombrado Profesor Senior en la Academia de Arte de París el 29 de julio de 1775. Aunque estaba enfermo de gravedad cuando dejó Dinamarca, falleció el 4 de mayo de 1776. Nunca contrajo matrimonio.

### Legado
Sus logros artísticos son ensombrecidos por el esfuerzo monumental para crear la estatua ecuestre de Federico V de Dinamarca conforme al dictado absoluto del rey. El papel principal de Saly en la Academia danesa de Arte, durante sus primeros años ayudó a establecer la Academia, llevándola a ser una de las potencias del arte no sólo en Escandinavia, también en Europa, y mostró el camino para la aparición y consolidación de una fuerte tradición artística danesa.
Además de las otras Academias mencionadas, Saly era también miembro de las academias de Marsella (1762) y San Petersburgo (1768).
Sus esculturas se encuentra un las colecciones de muchos museos como la Galería Nacional Danesa (Statens museum for Kunst) en Copenhague, la National Gallery of Art en (Washington D. C., EE. UU.), el Musée du Louvre de (París), el Musée des Beaux-Arts en (Valenciennes, Francia) el J. Paul Getty Museum (Los Ángeles, California, EE. UU.), así como en colecciones privadas.
Uno de los estudiantes de Saly fue Andreas Weidenhaupt.

## Galería fotográfica

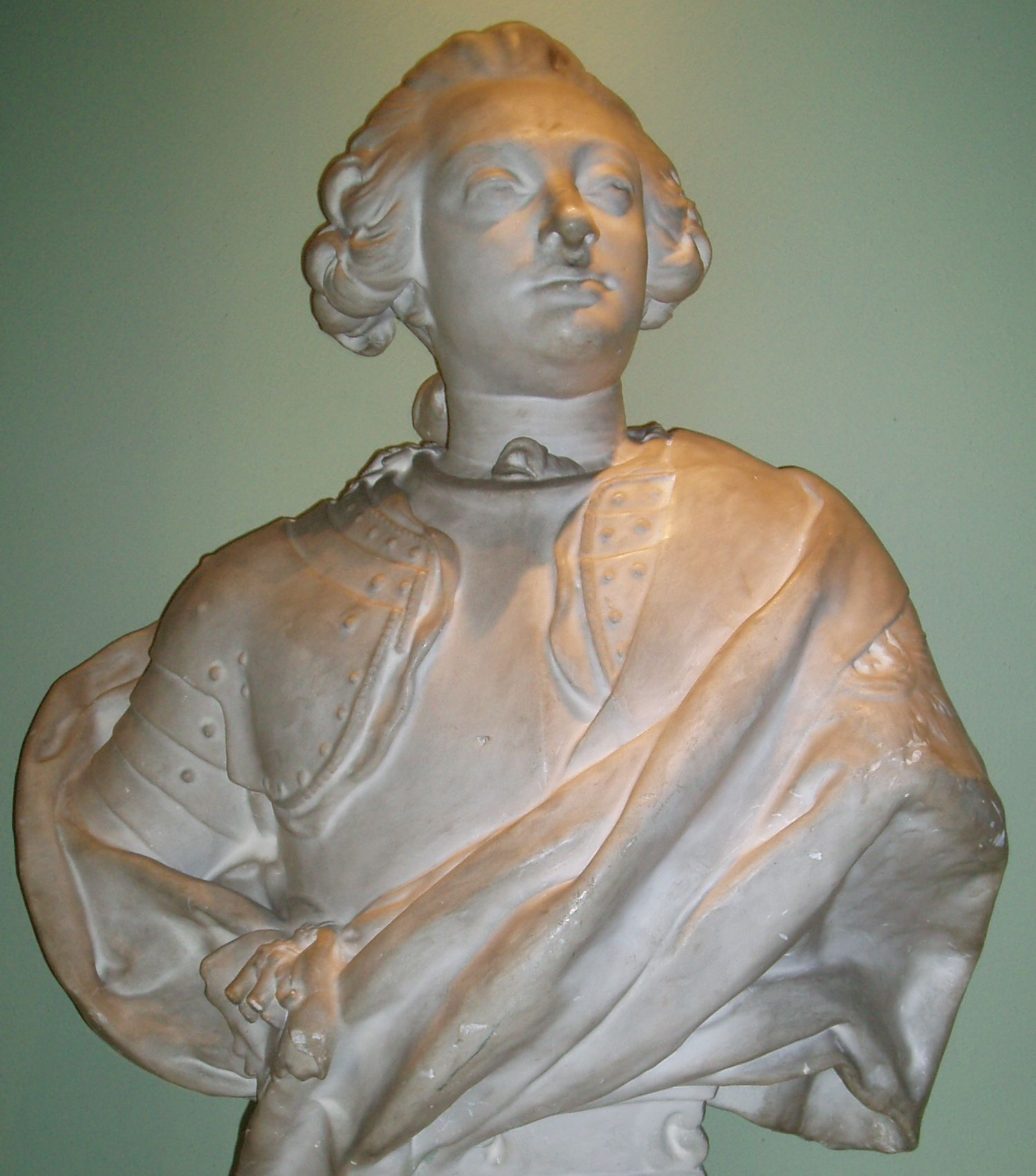
Busto de Federico V de Dinamarca (aprox. 1760)
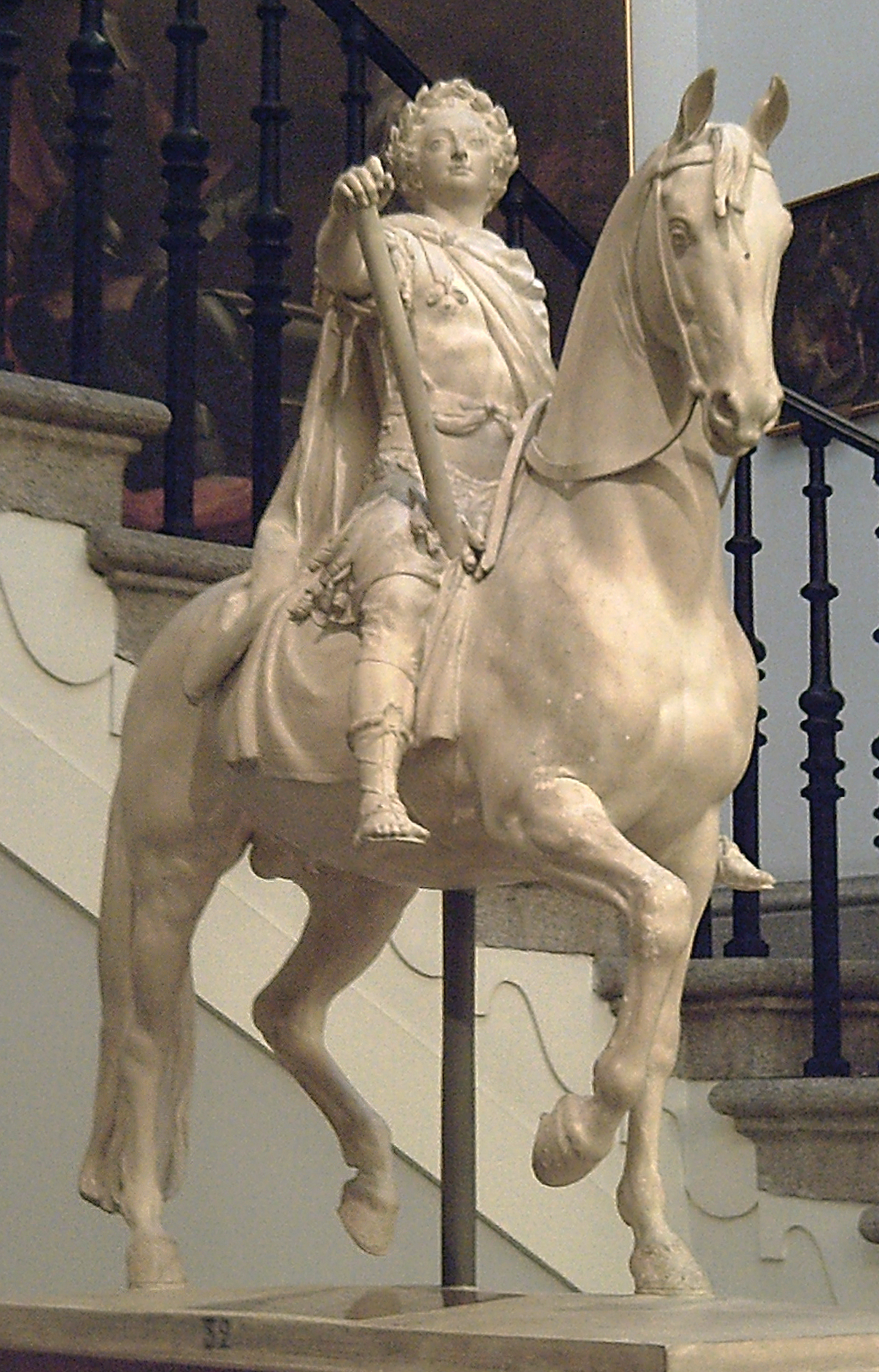
Modelo para la fundición de la estatua ecuestre en bronce del rey Federico V de Dinamarca (1723–1766).
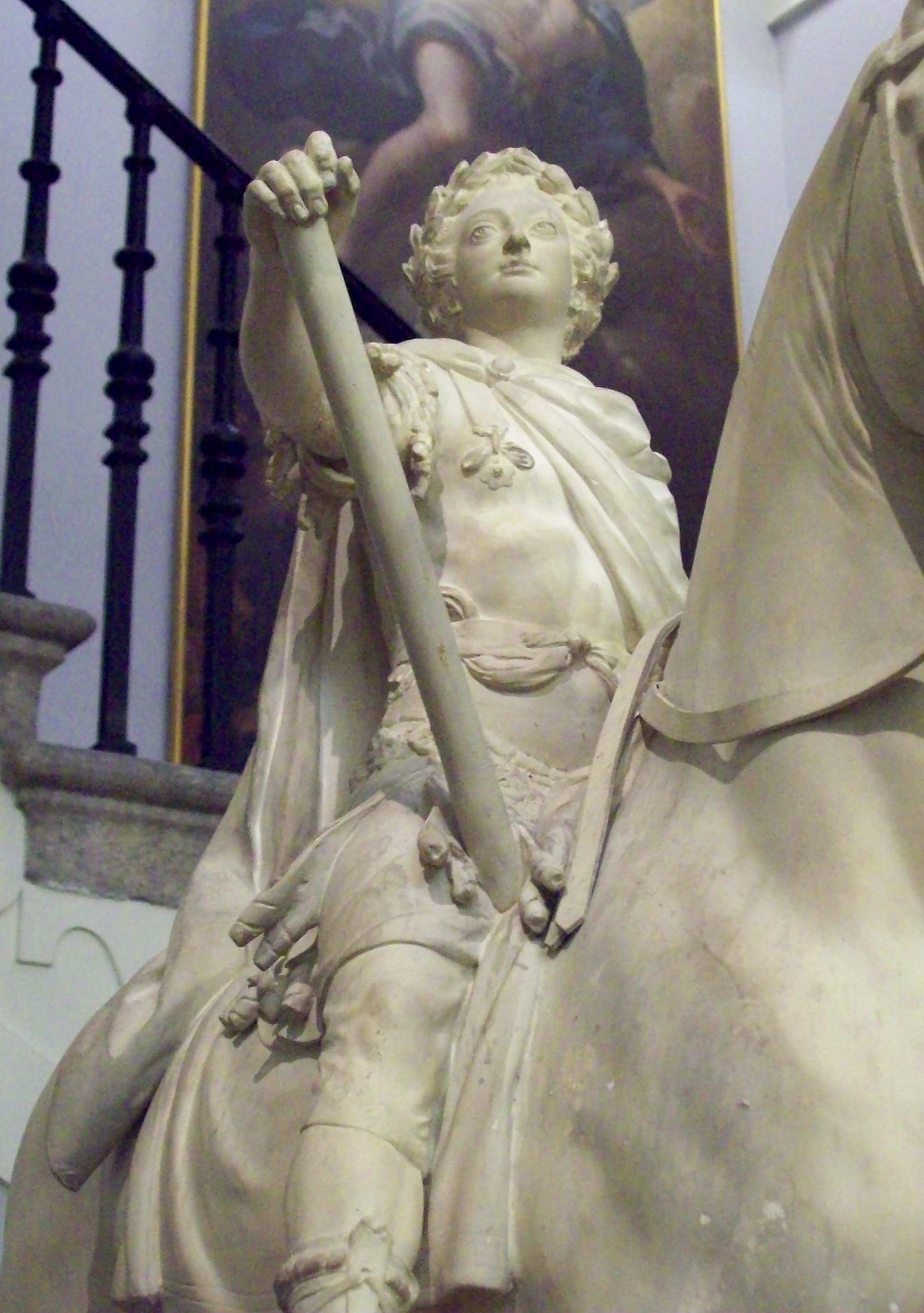
Detalle de la anterior.Se encuentra en el Museo de la Real Academia de Bellas Artes de San Fernando en Madrid.
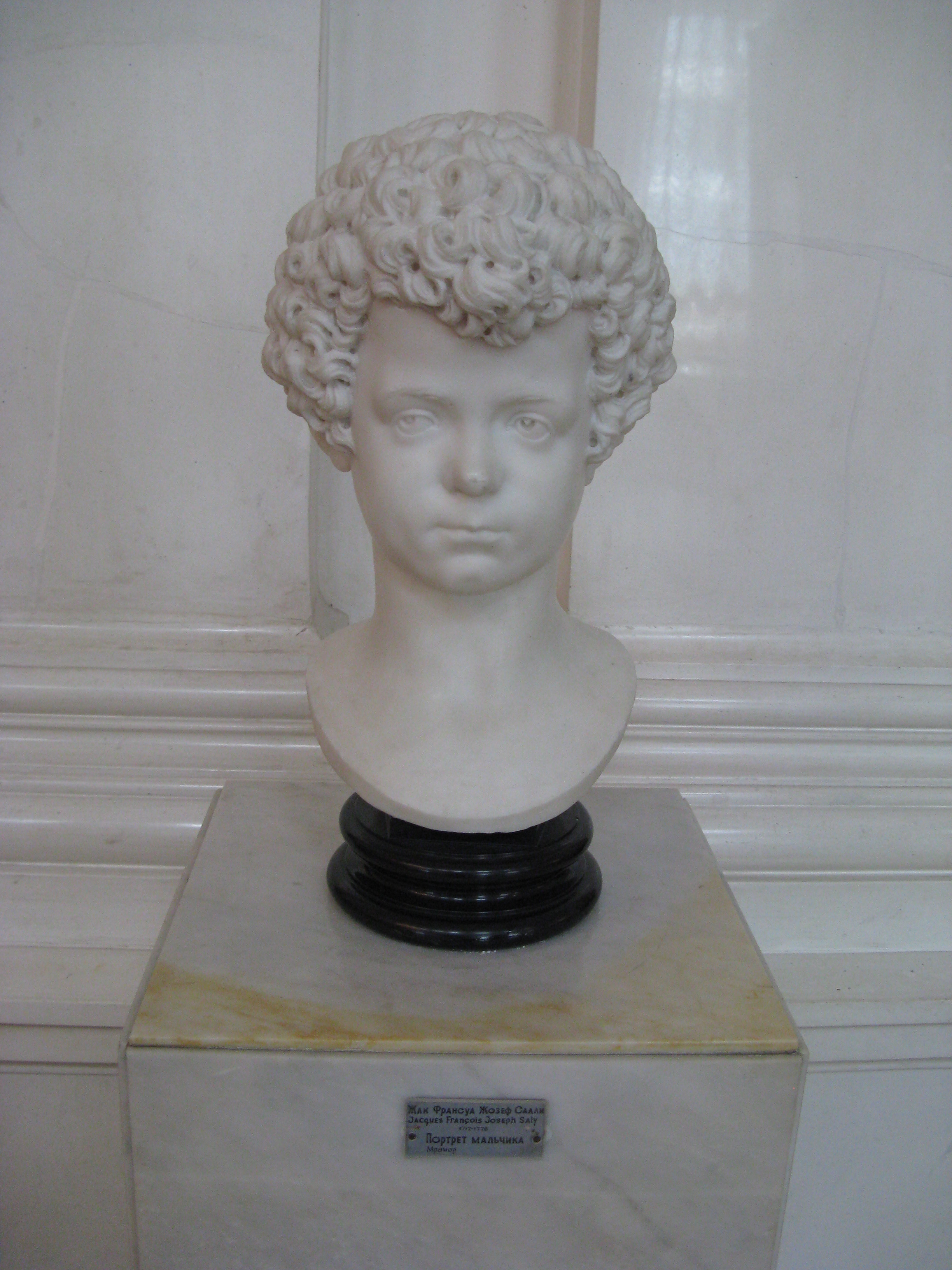
Busto de Saly en el Museo del Hermitage